# Ро, Лев Михайлович
Лев Миха́йлович Ро (20 октября [1 ноября] 1883, Новосаратовка, Санкт-Петербургская губерния, Российская империя — 14 сентября 1957, Киев, СССР) — украинский советский плодовод-селекционер.

## Биография
Родился 20 октября (1 ноября) 1883 года в Новосаратовке (ныне — во Всеволожском районе Ленинградской области). В 1902 году окончил Пензенское училище садоводства; в период учёбы (май — июль 1901) стажировался в Стрельнинских дворцовых оранжереях. С 1903 года практиковался в садовых учреждениях Германии (у Н.Гоше в Штутгарте) и Франции (в питомниках Тура и долины Ольней). В 1904—1905 годы учился в Королевском училище садоводства и виноградарства (Гайзенхайм) и Сельскохозяйственной академии (Проскау).
В октябре 1905 года вернулся в Петербург. С 16 февраля 1906 года работал в Уманском среднем училище садоводства и земледелия помощником преподавателя садоводства, затем — помощником заведующего Царицыным садом при училище; одновременно с 1908 года преподавал на курсах садоводства и огородничества при Софийской слободской двухклассной церковно-приходской школе.
С 1909 года работал садоводом на Туркестанской сельскохозяйственной опытной станции (под Ташкентом); участвовал в подготовке экспозиции для юбилейной сельскохозяйственной выставки (Ташкент, сентябрь — октябрь 1909), в работе совещания по опытному сельскохозяйственному делу (Ташкент, 1909), в подготовке экспонатов и их транспортировке в Петербург для участия в выставке плодоводства (1910).
С 1 декабря 1910 — преподаватель Бобрицкой низшей школы садоводов 1-го разряда; вёл курсы общего земледелия, ботаники и энтомологии, плодоводства, технической переработки продуктов. С сентября 1912 года преподавал в Полтавском училище садоводства.
С 1924 года работал на Млиевской садово-огородной опытной станции: заведующий отделом плодоводства, с 1926 — заведующий отделом промышленного виноделия.
В 1929—1931 годы — профессор, декан факультета интенсивных культур Херсонского сельскохозяйственного института им. Е. Д. Цюрупы, в 1931—1934 — профессор Полтавского плодово-ягодного института, в 1934—1941 — заведующий кафедрой генетики и селекции Крымского сельскохозяйственного института (Симферополь).
С началом войны был эвакуирован в Азербайджан. С 1 октября 1941 года заведовал кафедрой табаководства Азербайджанского сельскохозяйственного института (Кировабад), с 26 мая 1942 — отделением тутоводства Азербайджанской шелководческой станции. Осенью 1942 года переехал в Узбекистан. Работал учёным секретарем ВНИИ виноделия и виноградарства «Магарач» (Среднеазиатский филиал, 5.10.1942 — 1.1.1943), заведовал секцией плодовых культур Среднеазиатской опытной станции Всесоюзного института растениеводства (Кибрай). С 16 октября 1944 — заведующий кафедрой плодоводства Ташкентского сельскохозяйственного института.
С 16 октября 1951 года заведовал кафедрой плодоводства Крымского сельскохозяйственного института. Проживал в Симферополе, в учхозе Салгирка.
Умер 14 сентября 1957 года в Киеве.

### Семья
Мать — Сусанна-Юлиана Ро (6.11.1853 — ?), дочь Иоганна Якова Фридриха Ро и Христины Шарлотты Ро.
Жена (венчание 11.1.1912 в Полтаве) — Мария Ивановна, урожденная Цишевская (1883 — ?);
- дочь Вера (29.9.1912 — ?)[1].

## Научная деятельность
Кандидат сельскохозяйственных наук (1937), профессор (1937).
Создал богатый гибридный фонд плодовых культур — 12 сортов яблони (в том числе Августовское, Млеевское летнее, Слава победителям, Украинское, Кальвиль Млеевский, Млеевская красавица) и груши (Бергамот Млеевский).
За время работы Л. М. Ро в Крыму с 1934 года под его руководством было получено свыше 10 тыс. гибридных форм, из которых выделено 380 перспективных яблонь и груш.
Конкурсные сортоиспытания лучших номеров, выведенных Л. М. Ро, проводились в учебном хозяйстве Крымского сельхозинститута (1950-е гг.), на Мелитопольской опытной станции, в Молдавской ССР и в других местах.
Автор 67 работ по проблемам генетики и селекции плодовых растений.

### Избранные труды
- Плодородие фруктовых деревьев, его физиологические причины и увеличивание его искусственными мерами : По В. Пенике / Сост. Л. М. Ро. — СПб. : А. Ф. Девриен, 1913. — 120 с.
- Ро Л. М. Закладка, ремонт и восстановление плодового сада / Крымское обл. упр. сельского хозяйства. Упр. с.-х. пропаганды. — Симферополь : Крымиздат, 1954. — 46 с.
- Ро Л. М. Закладка цветочных почек и их развитие у плодовых деревьев (за годы 1924—1928). — Млеев : [М. садово-огород. опыт. станция], 1929. — 100 с. — (Тр. / Млеевская садово-огородная опытная станция / Отд. плодоводства ; Вып. 13).
- Ро Л. М. Краткое сообщение об экспонатах Полтавского училища садоводства на VIII Петербургской выставке-ярмарке с 29-го сентября по 14-е октября 1912 года. — Полтава : тип. И. Л. Фришберга, [1912]. — 10 с.
- Ро Л. М. Материалы по изучению влияния опылителей на развитие плодов и семян у опыляемых сортов : (За годы 1924—1928). — Млеев : [М. садово-огород. опыт. станция], 1929. — 245+6 с. — (Тр. / Млеевская садово-огородная опытная станция / Отд. плодоводства ; Вып. 23).
- Ро Л. М. Перекрестное опыление и самоопыление у различных плодовых деревьев. — Млеев : [М. садово-огород. опыт. станция], 1929. — 98+2 c. — (Тр. / Млеевская садово-огородная опытная станция / Отд. плодоводства ; Вып. 15)
- Ро Л. М. Плодовый питомник в Крыму : Практич. рук-во / Нар. ком. зем. КрымАССР, Плодо-овощное упр. — Симферополь : Гос. изд-во КрымАССР, 1938. — 78 с.
  - Ро Л. М. Плодовый питомник : (Практ. руководство). — Симферополь : Крымиздат, 1953. — 88 с.
- Ро Л. М. Прорастаемость пыльцы различных плодовых деревьев в связи с её фертильностью (за годы 1925—1928). — Млеев : [М. садово-огород. станция], 1929. — 82 с. — (Тр. / Млеевская садово-огородная опытная станция / Отд. полеводства ; Вып. 14)
- Руководство к оценке и учету доходности культуры плодовых деревьев и ягодных кустарников : По д-ру Кристу и Е. Юнге / Сост. Л. М. Ро; Под ред. и с примеч. В. В. Пашкевича [Предисл.: В. Пашкевич и Л. Ро]. — СПб. : А. Ф. Девриен, 1911. — 6+105 с.

## Награды и премии
- Медаль «За доблестный труд в Великой Отечественной войне 1941—1945 гг.» (30.10.1946)[1]
- Сталинская премия второй степени (1951) — за выведение новых высокоценных сортов яблони для УССР[1].